# Ellenpápa
Az ellenpápa (pseudopapa, antipapa) a törvényes pápával szemben törvénytelenül és érvénytelenül választott és esetleg „uralkodó” egyházfő a katolikus egyházban.

## Történetiség
Előfordultak ellenpápák, mert például a bíborosi kollégium megosztott volt, vagy a császár, illetve római arisztokratikus családok beavatkoztak a pápaválasztásba. Az ellenpápák valós számát nehéz megállapítani a különböző álláspontok és részben a kaotikus pápaválasztások miatt. A rendelkezésre álló adatok alapján nagyjából 25 és 40 közé tehető. Néhány pápáról azonban nehezen megállapítható, hogy valójában legitim módon volt-e hivatalban. Sajnos a rendelkezésre álló források hiányos volta és a választás során a már nem rekonstruálható körülmények szinte lehetetlenné teszik a valóság megállapítását. Az első ellenpápa Hippolyt volt (217–235), az utolsó pedig V. Félix (1439–1449).
Problematikus például V. Sándor és XXIII. János ellenpápák, akiket egészen a 19. századig jogszerűnek tekintettek.
A nemzetiszocializmus időszakában – Alfred Rosenberg feljegyzései szerint – Hitlert is foglalkoztatta az ellenpápa nevezésének kérdése. Úgy képzelte, hogy ellenpápával megtörheti a katolikus országokban az egyház egységét. Az első ellenpápa spanyol lett volna és Toledóban lett volna a székhelye. Őt követték volna franciák és németek, azonban az elképzelés nem valósult meg.
XVI. Benedek pápa elzárkózott minden olyan csoportosulástól, akik önhatalmúlag jogot formáltak a pápai méltóságra. Ezek közé tartozott Clemente Domínguez y Gómez, aki XVII. Gergely néven tartotta magát jogosultnak a pápai trónra († 2005. március 22.) és utódai, II. Péter, David Allen Bawden I. Mihály néven, vagy Lucian Pulvermacher XIII. Pius néven. Mindenesetre ők abban különböznek a korábbi, úgynevezett történelmi ellenpápáktól, hogy ők az egyházi hierarchiából semmiféle támogatást nem élveznek és csupán néhány ezer követőjük van, akik jellemzően egy meghatározott régióhoz köthetők.

### Ellenpápák a 20. századtól
Az ellenpápa azt jelenti, hogy széles körben elfogadottak mint pápák a katolikus egyházon belül, és aktívan a tényleges (törvényes és érvényes) pápai trónra törnek, és ez bizonyos mértékben sikerül is nekik (Encyclopaedia Britannica). A modern "ellenpápáknak" egy része saját magát kiáltotta ki pápának (pl. Clemente Domínguez Gómez), a másik részét a családja választotta meg (Lucian Pulvermacher), a harmadik részét meg néhány tucat hívő. Egyikük sem püspök, azaz nincs apostoli szukcesszió, ami nélkülözhetetlen. Ők mind a szedevakantisták csoportjából származnak, akik nem fogadják el a XII. Piusz vagy XXIII. János utáni pápákat törvényesnek (eretnekeknek tartják őket), és így a pápai szék üres (sede vacante), de ők választottak saját maguknak pápát.
- XVII. Gergely ellenpápa (1978-2005, szül. Clemente Domínguez y Gómez)[2]
- I. Mihály ellenpápa (szül. David Bawden), akit a tridenti (trentói, trienti) szemléletű, a II. Vatikáni Zsinatot eretneknek és tévelygőnek tekintő Egy, Szent, Katolikus és Apostoli Római Egyház (One, Holy, Catholic and Apostolic Roman Church) 1990. július 16-án választott pápává Mihály, illetve I. Mihály néven. Ez az egyház Szent Pétertől XII. Piuszig elfogadja a pápák sorát, az ő 1958-as halála óta azonban Mihályt tekinti az első legitim pápának, XXIII. Jánost, VI. Pált, I. János Pált, II. János Pált és XVI. Benedek pápát pedig ellenpápáknak, illetve a pápai trón jogtalan bitorlóinak.
- XIII. Pius ellenpápa (szül. Lucian Pulvermacher), a II. Vatikáni Zsinatot eretneknek és tévelygőnek tekintő katolikus egyház – Isten Egy és Egyetlen Egyháza (Catholic Church – God's One and Only Church) által elismert pápa, akit az utolsó igazi pápának tekintett XII. Piusz 1958. október 9-i halála utáni négy évtizedes interregnum után, 1998. október 24-én választottak meg.

## Lásd még
- Ellenpápák listája
- Római pápák listája
- Római pápák listája (grafikusan)
- Pápa (egyházfő)
- Pápaság a középkorban
- Nagy nyugati egyházszakadás
- A pápaság története

## Fordítás
- Ez a szócikk részben vagy egészben  a   Gegenpapst című német Wikipédia-szócikk fordításán alapul.  Az eredeti cikk szerkesztőit annak laptörténete sorolja fel. Ez a jelzés csupán a megfogalmazás eredetét és a szerzői jogokat jelzi, nem szolgál a cikkben szereplő információk forrásmegjelöléseként.